# Đào Thiên Hải
Đào Thiên Hải (* 10. Mai 1978 in Sa Đéc, Vietnam) ist ein vietnamesischer Großmeister im Schach.
Mit der vietnamesischen Nationalmannschaft nahm er an 14 Schacholympiaden (1990 am vierten, 1994-2006 jeweils am ersten, 2008 am dritten, 2010 am vierten, sowie 2012, 2016 und 2018 jeweils am Ersatzbrett) teil. Außerdem nahm er neun Mal an den asiatischen Mannschaftsmeisterschaften (1995–2016) teil. Bei den Asienspielen 2006 belegte er im Einzel im Schnellschach den zweiten Platz.
Đào wurde 1993 in Bratislava Jugendweltmeister der Altersklasse U16. Im Jahr 1993 wurde er auch Internationaler Meister. Im Juli 1993 erreichte er als bis dahin zweitjüngster Spieler mit 15,14 Jahren (nach Judit Polgár mit 12,44 Jahren) die Top 100 der ELO-Wertung.
Seit 1995 trägt er den Titel Großmeister und seit 2011 den Titel FIDE Trainer.
| Die zur Anzeige dieser Grafik verwendete Erweiterung wurde dauerhaft deaktiviert. Wir arbeiten aktuell daran, diese und weitere betroffene Grafiken auf ein neues Format umzustellen. (Mehr dazu) |